# زبان قبایلی
زبان قبایلی زبانی آمازیغی است که مردمان قبایلی در شمال و شمال خاوری الجزایر بدان سخن می‌گویند. زیستگاه اصلی گویشوران این زبان در منطقهٔ قبایلی کشور الجزایر است. شمار این گویشوران نیز میان ۵ تا ۷ میلیون نفر برآورد می‌شود. این زبان وابسته به خانوادهٔ زبان‌های آفروآسیایی است. 